# Universal Genève
 (décembre 2023).
Si vous disposez d'ouvrages ou d'articles de référence ou si vous connaissez des sites web de qualité traitant du thème abordé ici, merci de compléter l'article en donnant les références utiles à sa vérifiabilité et en les liant à la section « Notes et références ».
 (avril 2025).
 (avril 2025).

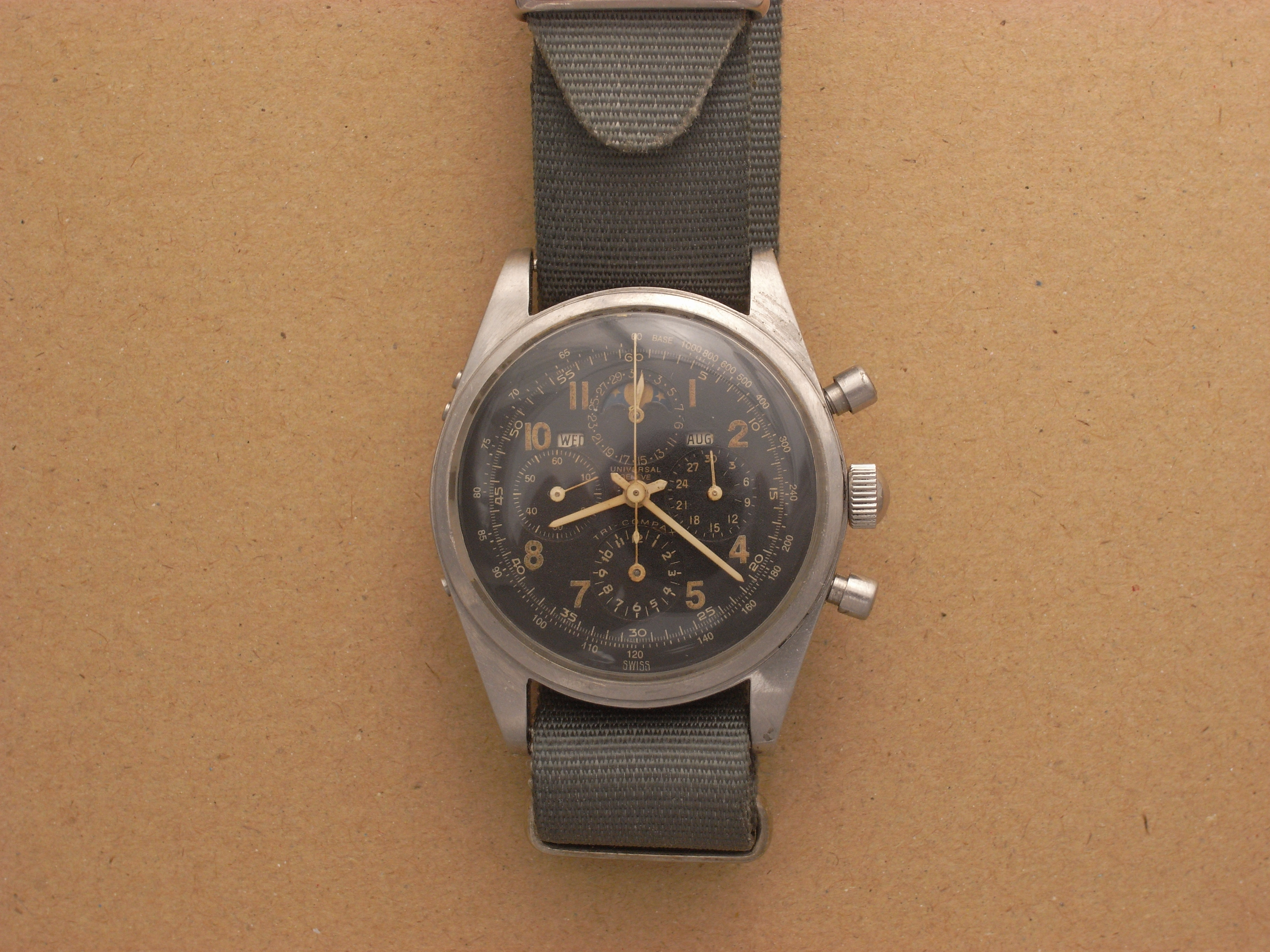
Modèle "Tri-Compax" de la marque Universal Genève

Universal Genève est un fabricant d’horlogerie suisse dont les origines remontent à 1894. L’entreprise est connue pour la qualité de ses montres-bracelets, en particulier ses chronographes, ses montres civiles et ses montres bijoux.

## Historique

### De Descombes & Perret à Bulova
L’entreprise a été créée au Locle, le 1er janvier 1894 par Numa-Émile Descombes et Georges-Ulysse Perret sous le nom Descombes & Perret
La marque Universal Watch est déposée en 1894.
L’entreprise s’est d’abord intéressée au marché italien, comme comptoir de vente, et assurait la distribution en Italie de montres de plusieurs autres marques, dont certaines faites en leur nom.
En 1895, Louis Berthoud entre dans l’entreprise. Émile Descombes meurt brutalement en 1897. Georges Perret propose alors à Louis Berthoud de s’associer pour créer la société «Perret & Berthoud». Et ce sont ces deux noms qui seront accolés à la marque Universal pendant plus de 50 ans.
À l’Exposition internationale de Milan en 1906 les montres Perret & Berthoud obtiennent une médaille d’or.
4 ans plus tard, en 1910, Universal ouvre un deuxième marché, l’Espagne. Une filiale est ouverte à Madrid et de nouvelles marques sont déposées, en particulier Universal Watch Extra.
En 1914, Perret & Berthoud obtiennent un bulletin de 1ère classe au Bureau Officiel de Contrôle du Locle. L’entreprise est en effet progressivement devenue un «établisseur», c’est-à-dire une fabrique passant des ordres à des sous-traitants pour fabriquer ses propres montres, et la qualité de leur fabrication est attestée par l’obtention de bulletin de chronomètre.
Vers 1917, à la demande de l’armée italienne, Perret & Berthoud produisent leur premier chronographe-bracelet. Il est fort probable que les mouvements de ces chronographes-bracelets aient été fournis par la Martel Watch. Cette manufacture, créée en 1911 au Locle par Georges Pellaton, avait été transférée aux Pont-de-Martel en 1915, et elle deviendra par la suite fournisseur attitré des calibres chronographe Universal.
En 1918, Perret & Berthoud disposent d’une gamme complète de montres-bracelets en argent, en platine et en or, certaines portant la marque UW Extra (Universal Watch Extra). Ils décident l’année d’après de transférer leur siège social à Genève, au 48 rue du Stand. Il s’agissait sans doute d’une volonté de montée en gamme en bénéficiant de la renommée de la ville de Genève. Deux and plus tard, en 1921, l’entreprise s’installe sur la prestigieuse rue du Rhône, au n°43.
En 1923, l’entreprise devient une S.A. et Raoul Perret, fils de Georges-Ulysse entre dans l’entreprise.
En 1932, Raoul Perret, qui n’a que 31 ans, devient directeur de Perret & Berthoud. Ce sont des années de crise pour l’horlogerie suisse qui se réorganise en profondeur, avec l’application du «statut horloger». Ce statut impose de faire le choix d’être une manufacture et de produire ses ébauches, ou de se fournir auprès d’Ébauches SA et de ne pas fabriquer ses mouvements. Perret & Berthoud choisissent le statut de manufacture, certes plus risqué, mais laissant plus de liberté dans la création de mouvements.
Dès 1934, Raoul Perret entre au conseil d’administration de la célèbre manufacture Zenith du Locle, tout en s’assurant les services de la manufacture Martel Watch pour ses calibres chronographe.
Georges Perret décède en 1933. Raoul Perret va dès lors pouvoir mettre en place sa stratégie qui va s’avérer gagnante : la spécialisation dans le chronographe et la montre de style «qualité Genève», ainsi que l’exploration de nouveaux marchés, en Europe et aux Amériques.
La marque Compur est déposée en 1934, et l’année d’après tout une gamme de chronographes est lancée à la Foire de Bâle 1935. Ils sont tous à deux poussoirs et ce sont parmi les premiers, avec ceux de Breitling et d’Angélus, à disposer de cette amélioration. C’est désormais la marque Universal Watch Genève qui apparait le plus souvent sur les cadrans, même si le nom officiel de l’entreprise est toujours Perret & Berthoud.
L’entreprise commence à explorer d’autres marchés. Dès 1936 Universal est représentée en France, en Allemagne et au Royaume-Uni. Elle se dote d’autre part d’un service publicité efficace : des annonces vont désormais apparaître régulièrement dans la presse professionnelle suisse et dans la presse grand public en Europe.
En 1939, Universal Genève a reçu un mandat de la Reine des Pays-Bas pour la fourniture de montres à l'armée néerlandaise, avec les initiales de la reine Wilhelmine des Pays-Bas placées en relief sur le cadran. L'approvisionnement a été poursuivi jusqu'en 1940, lorsque les Allemands envahissent les Pays Bas. (source ?)
En 1940, l’entreprise devient Manufacture des montres Universal, Perret & Berthoud SA, affirmant ainsi son statut de manufacture et confortant l’utilisation de la marque Universal. La gamme des calibres Universal s’est considérablement étoffée : plus d’une douzaine pour les montres-bracelets, depuis le petit calibre carré de 5 lignes (11,50 x 16,00 mm) jusqu’au calibre rond de 12 lignes (23,30 mm).
La même année, René Perret, frère de Raoul, entre dans l’entreprise. Les installations de Genève, rue du Rhône, sont agrandies et occupent désormais 2 étages de l’immeuble.
Universal inaugure une nouvelle usine aux Ponts-de-Martel en 1941 où seront fabriqués les chronographes et les pièces compliquées (montres non chronographe avec calendrier). L’année d’après Georges Pellaton qui dirige la Martel Watch décède. Raoul Perret prend alors la direction de l’entreprise et s’assure ainsi l’exclusivité des mouvements. La même année, il quitte le conseil d’administration de Zenith.
C’est aussi pendant la deuxième Guerre Mondiale qu’Universal s’installe aux États-Unis en créant l’Universal Geneva Watch Co. à New York. L’arrivée de l’entreprise sur le marché le plus important pour l’horlogerie suisse, va lui donner une véritable dimension internationale.
En 1945, Louis-Edouard Berthoud quitte la société. Il décède deux ans plus tard. Ce sont désormais les frères Perret qui gèrent l’entreprise.
Dès 1948 apparaissent les premières montres automatiques de manufacture[1], les premières montres calendrier, et de superbes montres avec cadran en émail cloisonné.
En 1949 l’immeuble de Genève est entièrement modernisé, et lancement du modèle Monodate.
Le célèbre modèle Polerouter est lancé en 1955, et l’année d’après Universal inaugure une nouvelle usine à Carouge, près de Genève.
En 1956, Raoul Perret quitte la Martel Watch, remplacé en tant que président par Raoul Pellaton. Le chronographe va progressivement être détrôné dans l’entreprise par les montres automatiques et les montres-bijoux. Mise en difficulté par le départ d’Universal, Martel Watch est rachetée par Zenith en 1960.
Le 27 mai 1955 Universal a breveté un mouvement automatique révolutionnaire : le rotor ne coiffe pas le mouvement mais est intégré à l’intérieur du mouvement, permettant ainsi la réalisation de calibres extrêmement minces. Mais Hans Kocher, directeur technique de la manufacture Büren, avait déposé le 21 juin 1954 un brevet à ce sujet et avait donc l’antériorité. Universal accepta de payer à Büren une redevance de 4- Francs suisses par montre. Cela permit aussi bien à Büren qu’à Universal de lancer en 1958 les montres automatiques les plus plates jamais réalisées : le mouvement de l’Universal Microtor faisait seulement 4,1 mm, soit le plus plat du monde à cette époque.
En 1959 Universal s’associe à la société française LIP pour la distribution de ses montres en France et en Belgique. À cette occasion Universal acquiert une participation au capital de Lip. Cette collaboration se prolonge en 1964, Lip fournissant des calibres électriques à Universal.
En 1960, Universal et Movado décident de collaborer. Cet effort commun concerne surtout l’électronique. Un centre de recherche, baptisé Moversal, est mis en place. Il est par exemple à l’origine d’un compteur à impulsions présenté en 1963 au Salon de l’Électronique Industrielle à Bâle. Le rachat d’Universal par Bulova en 1966 mettra fin à cette association.
Le 29 août 1966 Universal intègre le groupe américain Bulova Watch Co.
1966 est aussi l’année du lancement du calibre automatique Golden Shadow (UG 66), à micro-rotor, encore plus mince que le précédent avec 2,5 mm de hauteur.
Décembre 2023, rachat par Breitling, le groupe prévoit de relancer Universal Genève en tant que marque indépendante avec une équipe dédiée. Sylvain Berneron, directeur de création chez Breitling, est fortement impliqué dans ce projet, notamment dans le design des mouvements. L’objectif est de respecter l’esprit de la marque tout en innovant.

### De Bulova à Stelux
Le rachat par Bulova permet à Universal d’utiliser les calibres à diapason Accutron. C'est le lancement en 1968 des gammes Unisonic comprenant des montres hommes, dames et même, en 1969, un modèle de plongée, Unisonic Sub.
En 1969, l’usine de Carouge est agrandie pour répondre au succès des montres Unisonic.
En 1970, Universal lance ses premières montres à quartz « Uniquartz » grâce à la mise à disposition du calibre Beta 21 développé par le Centre Électronique Horloger. Raoul Perret quitte le conseil d’administration de la société l’année d’après, l’entreprise perdant sa figure la plus emblématique.
En 1972, Universal reçoit une commande exceptionnelle de 50 000 montres pour les chemins de fer italiens.
En 1973, Universal inaugure un nouveau bâtiment complétant l’usine de Carouge. Raoul Perret décède la même année.
En 1974, Universal utilise le calibre hybride quartz/diapason de Bulova, mais présente en 1975 le calibre à quartz le plat du monde (UG 74, 3,45 mm de hauteur).
En 1976, Stelux, société de Hong Kong spécialisée dans des domaines variés comme les montres, les bracelets ou les composants électroniques, prend une participation de 27% dans Bulova en rachetant les actions qu’avaient Gulf and Western Industries.
En 1977, Sol Flick, vice-président de Bulova, devient président d’Universal et René Perret quitte l’entreprise. C’est la fin de l’aventure pour la famille des créateurs.
En 1978, Bulova est en difficulté et doit vendre Universal. Diether Kübel-Wilsdorf rachète alors l’entreprise avec l’appui financier de Muraki Trading, concessionnaire Universal au Japon, et de Holzer Watch, concessionnaire Universal aux États-Unis.
En 1979, Universal lance un nouveau calibre quartz maison, UG 43, extra-plat (2,30 mm), et présente une gamme de montres « habillées », équipées de mouvements extra-plats. Mais le succès n’est pas au rendez-vous. Les difficultés s’accumulent, en 1982 Universal cesse la production de ses mouvements et les bâtiments de Carouge sont vendus.
En 1983, Universal est en sursis concordataire. Diether Kübel-Wilsdorf quitte l’entreprise. Les machines sont vendues, Universal n’est plus une manufacture.
En 1986 le groupe Stelux est de retour, rachète l’entreprise. Plusieurs tentatives de relance d’Universal vont alors se succéder avec de nombreux changements à la tête de l’entreprise.
En 1994, pour le centenaire d’Universal, Vincent Calabrese créé la montre Golden Janus qui comprend une boîte en deux parties, la première en platine étant dotée d’une charnière permettant de retourner la deuxième partie et d’exposer l’une des deux faces de la montre.
En 1997, Universal lance une montre avec deuxième fuseau horaire, la Golden Tech Dual Time, des chronographes au nom du pilote automobile Ayrton Senna avec calibres mécaniques et quartz, et une remarquable montre avec tourbillon dû à l’horloger Antoine Preziuso.
En 2001, Montres Universal SA devient Universal Genève SA.
En 2006, présentation d’une montre équipée du nouveau calibre automatique à micro-rotor, Microtor UG100 (édition limitée à 100 exemplaires). À partir de 2008 la marque Universal est mise en sommeil.
En décembre 2023, la maison est reprise par Breitling, pour une somme d'environ 60 millions de francs suisses et le stock de montres est lui évalué à plus de 5 millions de francs suisses, selon les articles parus dans le journal économique suisse Handelszeitung.

## Les chronographes Universal
Les chronographes Universal ont en grande partie fait la réputation de l'entreprise, la marque "Compax" étant d'ailleurs devenue générique pour désigner un cadran chronographe 3 compteurs. La spécialisation d'Universal dans le chronographe a véritablement commencé à partir de 1934 et s'est poursuivie avec le lancement de nombreux modèles, les principaux étant les suivants :
- 1934 : modèle Compur, 2 poussoirs et compteur 45 min.
- 1936 : modèle Colonial. C’est un chronographe « protégé contre les intempéries, humidité, neige, sable, poussières, etc. » C’est la première tentative de chronographe étanche.

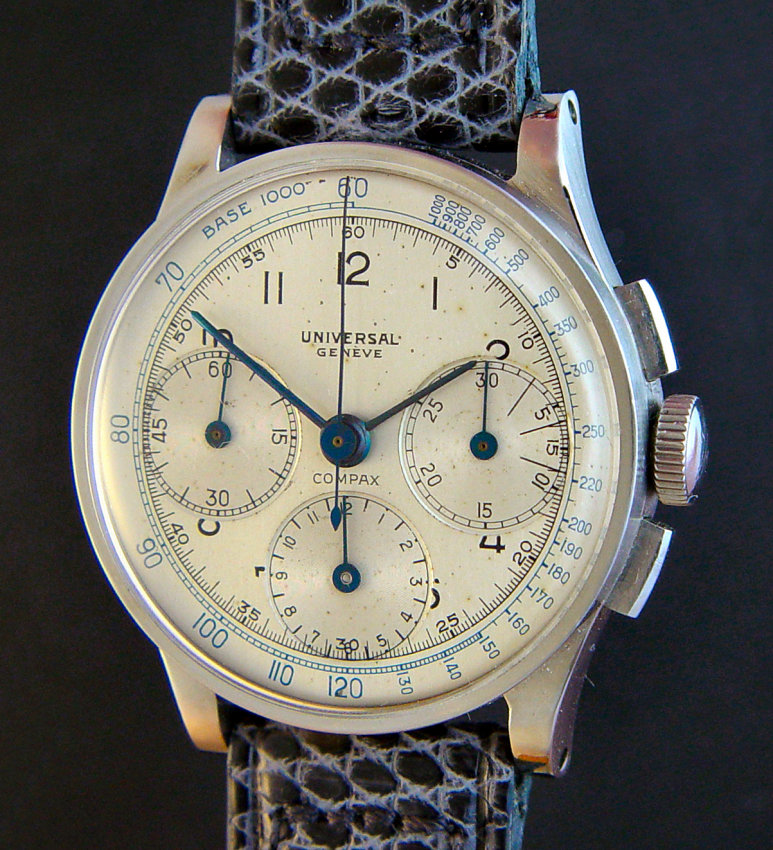
Chronographe Universal Compax, vers 1938

- 1938 : dépôt de la marque Compax, et sortie la même année du modèle Compax avec compteur d’heures, à la demande de la maison Hermès à Paris.
- 1940 : dépôt de la marque Aero-Compax, lancement du chronographe Aero-Compax muni d’un deuxième cadran indépendant pour mémoriser une heure. Lancement de chronographes carrés munis d’un petit calibre de seulement 10,5 lignes.
- 1941 : premiers chronographes avec boîte étanche et poussoirs ronds
- vers 1942 : modèle Dato-Compax avec date par aiguille à midi
- 1943 : dépôt des marques Bi-Compax et Tri-Compax. Présentation du chronographe Tri-Compax qui sera officiellement lancé en 1944 pour les 50 ans de l’entreprise. C’est un chronographe avec calendrier complet (date, jour et mois) et phases de lune. C’est le fleuron de la gamme de chronographes Universal et il aura un succès international.
- 1944 : dépôt de la marque Uni-Compax qui va remplacer la marque Compur sur les cadrans.
- 1948 : dépôt de la marque Medico-Compax, et sortie du modèle Medico-Compax caractérisé par une échelle pulsométrique sur base 15 pulsations. Présentation d’un chronographe avec rattrapante, avec ou sans compteur d’heures.
- 1967 : dépôt de la marque Space-Compax, lancement du chronographe de plongée Space-Compax avec boîte étanche asymétrique, poussoirs vissés protégés par un capuchon remplaçable.
- 1968 : lancement d’une nouvelle version du chronographe Aero-Compax avec cadran et lunette tournante 24h.

## Universal Polerouter
Le modèle Polerouter d’Universal est sans doute le modèle le plus connu de la marque genevoise, et celui qui a été décliné dans le plus grand nombre de versions.

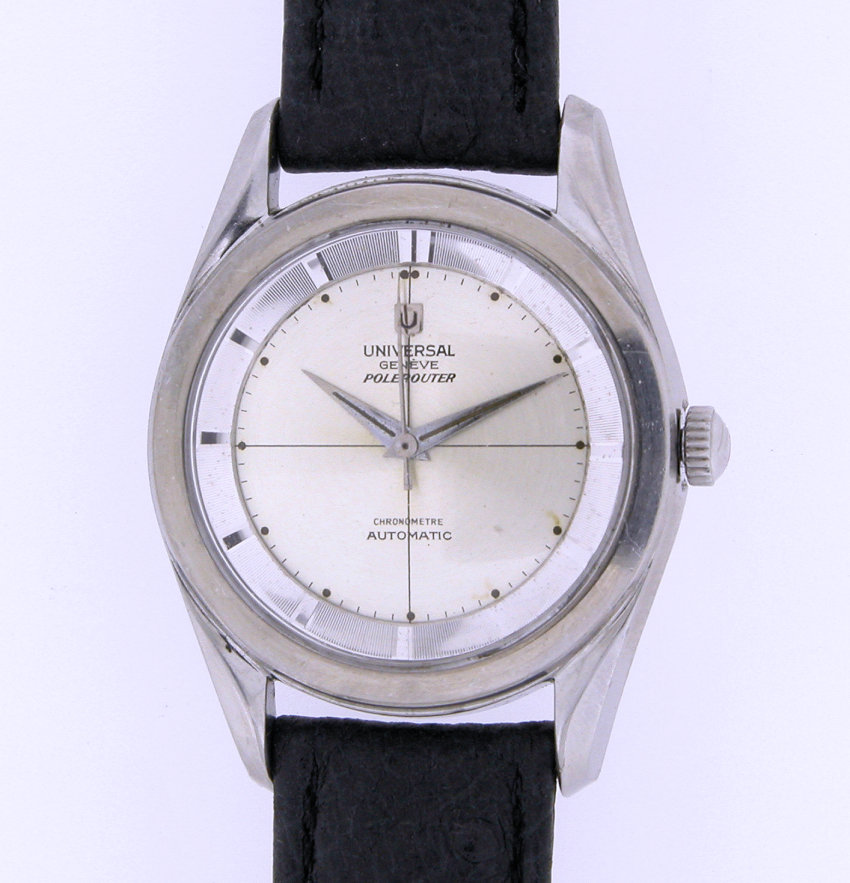
Montre Universal Polerouter, vers 1960

Le design de ce modèle est dû au créateur Gérald Genta. La particularité de cette montre est l’aspect tridimensionnel de son cadran qui est en fait en deux parties : un anneau circulaire comportant les index horaires est fixé en périphérie du verre à sa partie inférieure et vient au contact du cadran, lui-même fixé sur le mouvement. Cette disposition particulière a été brevetée par Universal en septembre 1953. L’aspect tridimensionnel est renforcé par la différence de couleur et de matière entre l’anneau et le cadran.
La montre, qui s’appelait Polarouter à ses débuts, a fait l’objet d’une campagne de lancement particulièrement innovante. Elle a en effet été associée au premier vol transpolaire Copenhague-Los Angeles, le 15 novembre 1954 par un Douglas DC6B de la compagnie SAS. Le passage par le pôle nord fait en effet gagner 2 600 km par rapport à la route transatlantique. Les avions de l’époque ne permettant pas de franchir une telle distance d’une seule traite, deux escales étaient prévues, l’une à Söndre Strömfjord au Groenland, l’autre à Winnipeg, au Canada.
À son lancement en 1955[2], la montre existait en plusieurs versions, les plus connues étant les références 20217 en acier, 20214 en plaqué, et 10234 en or. Tous les modèles étaient étanches. Le mouvement était automatique, avec masse oscillante à butées et seconde au centre (calibre UG 138).
Vers 1957, la montre prend son nom définitif : Polerouter.
En 1958 la Polerouter est équipée du nouveau calibre automatique à micro-rotor « Microtor » (UG 215), le plus plat du monde avec son épaisseur de seulement 4,10 mm (modèle référence 20357).
En 1959, lancement des modèles Polerouter calendrier, avec date par guichet à 3h (réf. 204503), et Polerouter Jet (ref. 10364, cadran standard).
En 1961, présentation des modèles Polerouter Genève, Polerouter Genève date, avec cadran simple, et surtout du modèle de plongée Polerouter Sub, étanche à 200 m et muni d’une boîte « supercompressor » de Piquerez, avec lunette tournante sous le verre.
En 1964, Universal lance la Polerouter électrique, munie d’un calibre Lip R.148.
La Polerouter Electric est la dernière Polerouter de l’ère Perret & Berthoud. De nouveaux modèles seront lancés en 1987, sans lien avec les modèles originaux.
En 2024, Universal a annoncé le retour de la Polerouter.
[1] On peut trouver des montres automatiques Universal datant du début des années 1930. Il s’agit du système Autorem, évolution du système EMSA d’Eugène Meylan, d’abord utilisé par Glycine.
[2] Les dates fournies pour les lancements des différents modèles sont celles des présentations à la Foire de Bâle, au moment où les modèles sont rendus publics. Universal dans ses publicités présente parfois des dates antérieures correspondant sans doute à des dates où le modèle était en cours de test.